# Savage (film, 2018)
Pour les articles homonymes, voir Savage.
Pour plus de détails, voir Fiche technique et Distribution.
Savage (雪暴, Xue bao) est un thriller chinois écrit et réalisé par Cui Siwei, sorti en 2018.

## Synopsis
À la frontière entre la Chine et la Corée du Nord, au pied du mont Paektu, l'inspecteur Kanghao assiste, impuissant, au meurtre de son coéquipier peu de temps après une attaque d'un fourgon rempli d'or. À la suite de cette perte, il ne peut se résoudre à quitter la région pour suivre la femme qu'il aime, laquelle bénéficie d'une prochaine mutation à Pékin. Durant les mois qui succèdent à ces événements, dégoûté par son métier, il adopte des comportements impulsifs et suicidaires qui le mettent en danger dans son travail. Hanté par la mort de son collègue, incapable de construire une vie sentimentale correcte avec la jeune femme qui espère en lui, il sombre dans la dépression. Pourtant, lors d'une violente tempête de neige, les braqueurs refont surface, bien décidés à récupérer l'or soigneusement dissimulé après leur fuite, pour le transporter à la faveur de l'hiver. Déterminé à venger son ami, Kanghao se lance à leur poursuite dans la montagne...

## Fiche technique
- Titre : Savage
- Titre original : 雪暴 (Xue bao)
- Réalisation et scénario : Cui Siwei
- Montage : Du Yuan, Sato Naoya et Wang Changrui
- Photographie : Du Jie
- Production : Dong Yang
- Sociétés de production et distribution : He Li Chen Guang International Culture Media et Shanghai Maisong Film Investment
- Pays d'origine :  Chine
- Langue originale : chinois
- Format : couleur
- Genre : thriller
- Durée : 112 minutes
- Dates de sortie  :
  -  Corée du Sud : 5 octobre 2018 (Festival de Busan)
  -  Chine : 20 avril 2019
  -  France : 16 janvier 2020 (sur Canal + Cinéma)

## Distribution
- Chang Chen : Wang Kanghao
- Ni Ni : Sun Yan
- Liao Fan : Damao
- Jue Huang : Zhang
- Zhang Yicong : Ermao
- Hua Liu : Guo San
- Guangjie Li : Han Xiaosong